# Сан Херардо, Ла Консепсион (Хименез)
Сан Херардо, Ла Консепсион (шп. San Gerardo, La Concepción) насеље је у Мексику у савезној држави Чивава у општини Хименез. Насеље се налази на надморској висини од 1350 м.

## Становништво
Према подацима из 2005. године у насељу је живело 93 становника.

### Хронологија
| Година       | 2000 | 2005 |
| ------------ | ---- | ---- |
| Становништво | 13   | 93   |

### Попис
| # | Индикатор                        | Вредност |
| - | -------------------------------- | -------- |
| 1 | Укупно појединачних домаћинстава | 1        |